# Flebografia
La flebografia (també anomenada venografia) és un procediment en què es fa una radiografia de les venes, un venograma, després d'injectar un colorant especial a les venes o a la medul·la òssia. El colorant s'ha d'injectar constantment mitjançant un catèter, per la qual cosa és un procediment invasiu. Normalment, el catèter s'insereix per l'engonal i es trasllada al lloc adequat navegant pel sistema vascular.
La flebografia de contrast és l'estàndard d'or per jutjar els mètodes d'imatge de diagnòstic per a la trombosi venosa profunda; encara que, a causa del seu cost, invasivitat i altres limitacions, rarament s'utilitza aquesta prova.
La flebografia també es pot utilitzar per distingir els coàguls de sang de les obstruccions a les venes, per avaluar problemes congènits de les venes, per veure com funcionen les vàlvules de les venes profundes de les cames o per identificar una vena per fer un empelt de bypass arterial.
Les àrees del sistema venós que es poden investigar inclouen les extremitats inferiors, la vena cava inferior i les extremitats superiors.